# Saint-Jean-de-Rives
Saint-Jean-de-Rives é uma comuna francesa na região administrativa da Occitânia, no departamento de Tarn. Estende-se por uma área de 6.02 km², e possui 509 habitantes, segundo o censo de 2018, com uma densidade de 85 hab/km².